# Montipora ramosa
Espèce
Montipora ramosa est une espèce de coraux appartenant à la famille des Acroporidae. Selon le World Register of Marine Species, cette espèce n'est pas acceptée et est assimilée à Montipora angulata (Lamarck, 1816).